# Strafvollzugsrecht (Deutschland)
Strafvollzugsrecht ist das Recht, das den Strafvollzug, also den tatsächlichen Vollzug der Freiheitsstrafe in einer Justizvollzugsanstalt (JVA) regelt. Da die Vollzugsverwaltung Teil der staatlichen Verwaltung ist, ist das Strafvollzugsrecht besonderes Verwaltungsrecht. Das Strafvollzugsrecht unterscheidet sich vom Strafvollstreckungsrecht dadurch, dass Letzteres das „ob“, Ersteres das „wie“ der Durchführung der Freiheitsstrafe regelt.
Die Verrechtlichung der Gefängnisse und damit auch des Strafvollzugs ist eine relativ neue Erscheinung. Lange Zeit waren Gefangene praktisch rechtlos gestellt. Im Common Law wurde dies schmucklos damit begründet, dass Gefangene slaves of the state (Sklaven des Staates) seien. In Deutschland wurde die gleiche Situation mit der Doktrin vom „besonderen Gewaltverhältnis“ gerechtfertigt. Diese besagte, dass nur reguläre Staatsbürger Rechte gegenüber dem Staat beanspruchen können (allgemeines Gewaltverhältnis), nicht aber Personen, die sich gewissermaßen im Inneren des Staates befinden (Beamte, Soldaten, Gefangene etc.). Diese Doktrin war offensichtlich nicht mit dem Grundgesetz (1949) vereinbar, das keinen Sonderstatus für die genannten Personen kennt. Dennoch dauerte es noch fast 20 Jahre, bis der Gesetzgeber, unter dem Druck einer Entscheidung des Bundesverfassungsgerichts, tätig wurde und das Strafvollzugsgesetz verabschiedete. Es enthält, nach einer allgemeinen Zielbestimmung (Resozialisierung), sowohl Vorschriften über die Rechte und Pflichten der Gefangenen als auch Bestimmungen zur Vollzugsorganisation. Eine entsprechende Verrechtlichung des Jugendstrafvollzuges und der Untersuchungshaft dauerte noch über 30 weitere Jahre. Das Bundesverfassungsgericht setzte dem Gesetzgeber für eine gesetzliche Regelung des Jugendstrafvollzuges eine Frist bis zum Ende des Jahres 2007. Da die Strafvollzugsgesetzgebung durch die Föderalismusreform Sache der Bundesländer geworden ist, wurden von diesen Jugendstrafvollzugsgesetze verabschiedet. Für den Erwachsenenstrafvollzug blieb das bisherige (Bundes-)Strafvollzugsgesetz in Kraft, bis es in dem jeweiligen Land durch ein Landesgesetz abgelöst wurde (siehe Strafvollzugsgesetze in Deutschland).
Die Verrechtlichung des Gefängniswesens auf internationaler Ebene ist bisher noch nicht sehr weit gediehen. Einzelne rechtlich bindende Bestimmungen, wie etwa das Verbot der Folter, finden sich in internationalen Konventionen. Aber ihre Umsetzung in das nationale Recht ist nicht immer erfolgt. Auch die internationalen Durchsetzungsmechanismen sind schwach; sie bestehen meist nur aus Berichtspflichten der betroffenen Regierungen und folgenlosen „Verurteilungen“ durch internationale Gremien. Ob der 2003 geschaffene Internationale Strafgerichtshof hier Abhilfe schaffen kann, ist fraglich, da er grundsätzlich nur subsidiär, d. h. dann zuständig ist, wenn die nationalen Instanzen der Sache nicht selbst nachgehen. Neben diesen rechtlich bindenden Bestimmungen gibt es eine Reihe internationaler Mindeststandards mit Empfehlungen für die Behandlung von Gefangenen. Das erste und bekannteste Dokument dieser Art sind die Standard Minimum Rules for the Treatment of Offenders (Minimalstandards für die Behandlung von Straftätern) der Vereinten Nationen (1955). Eine überarbeitete europäische Fassung der Standard Minimal Rules ist vom Europarat unter dem Namen European Prison Rules (auf Deutsch missverständlich: Europäische Strafvollzugsgrundsätze) herausgegeben worden (1988, zuletzt völlig neu gefasst im Januar 2006). Obwohl diese Vorschriften nur Empfehlungen darstellen und keinen Rechtscharakter haben, kommt ihnen zunehmend praktische Bedeutung zu. Nicht zuletzt beruht diese Wirksamkeit auf der Arbeit des Europäischen Komitees zur Verhütung von Folter und unmenschlicher oder erniedrigender Behandlung oder Strafe (CPT) des Europarats.